# Kraftwerk Obere Sill

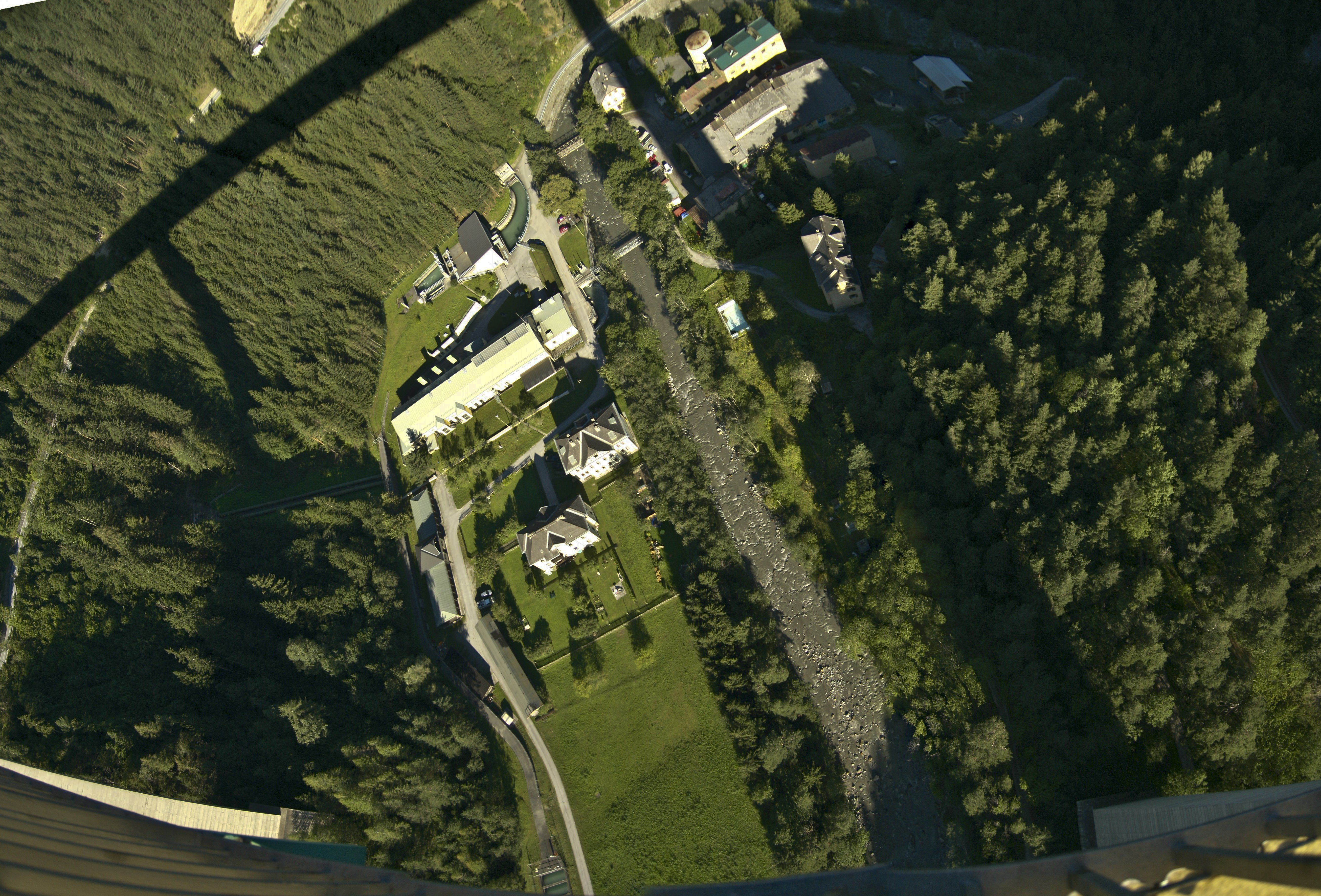
Kraftwerk von der Europabrücke

Das Kraftwerk Obere Sill, auch Sillwerk, ist ein in Besitz der Innsbrucker Kommunalbetriebe (IKB) stehendes Wasserkraftwerk an der Sill in Tirol, im Gemeindegebiet von Schönberg, Patsch und Ellbögen. Die Ortslage befindet sich direkt unterhalb der Europabrücke der Brennerautobahn.

## Lage und Baulichkeiten
Das Sillwerk befindet sich etwa 7½ Kilometer südlich von Stadtzentrum Innsbruck, 1 km westlich vom Patsch und 2½ km nördlich Schönberg. Es liegt in der Sillschlucht auf etwa 700 m ü. A. Höhe.
Die Häuser rechts der Sill bilden als Siedlung eine eigene Ortslage der Gemeinde Patsch, links gehören die zerstreuten Häuser zu Schönberg. Sie sind auf eine Zufahrtsstraße serpentinenreich von der Anschlussstelle Patsch-Igls der Brenner Autobahn bei Patsch und von der Brenner Straße (B182) erreichbar.
Nachbarorte:

## Geschichte
Das Kraftwerk Obere Sill wurde zwischen 1901 und 1903 nach Plänen von Josef Riehl erbaut und am 7. Oktober 1903 in Betrieb genommen. Zum Zeitpunkt seiner Errichtung zählte es zu den größten Kraftwerken in der Donaumonarchie.
Während des Baues erfolgte eine Ausschreibung über die Lieferung der Rohre, welche die Prager Maschinenbau-Aktiengesellschaft vormals Ruston & Co. für sich entschied. Gefertigt wurden die Druckrohre aus von der Teplitzer Rudolfshütte geliefertem Flussstahlblech. Die elektrotechnische Ausstattung sowie das Hochspannungsnetz wurde von der Österreichischen Union-Elektrizitätsgesellschaft errichtet.
Der hier erzeugte elektrische Strom diente vor allem dem Betrieb der Standseilbahn auf die Hungerburg, der Stubaitalbahn und der ersten Straßenbahnlinie von Innsbruck.
Ab den 1960ern wurde die Brenner Autobahn (A12) und 1959–1963 hier die Europabrücke gebaut. Seither geriet der Ort mehrmals durch Selbsttötungen in das Licht der Öffentlichkeit.

## Technik
Das für den Betrieb notwendige Wasser wird in einer Wasserfassung unterhalb des Brennerwerks am Nordende von Matrei am Brenner der Sill entnommen, über zwei Sandfänge, einen kurzen Kanal, einen etwa 7 Kilometer langen Stollen und neuerlich einen Sandfang dem Wasserschloss direkt neben dem westlichen Widerlager der Europabrücke zugeführt. Dort beginnen die beiden Druckrohrleitungen mit je 1.250 Millimeter Innendurchmesser und einer Fallhöhe von 185 Metern. Etwa auf halber Höhe unterqueren die beiden Rohrleitungen in einem etwa 93 Meter langen Tunnel die Brennerstraße.
Im Krafthaus wurden sechs Doppelturbinen mit jeweils direkt gekuppelten Generatoren installiert. Zwischen 1926 und 1928 wurden diese Maschinensätze durch drei neue Pelton-Maschinensätze zur Drehstromerzeugung ersetzt. Insgesamt ist eine Leistung von 18 Megawatt installiert.
Seit 1986 ersetzt ein neuer Triebwasserstollen mit einem Fördervolumen von 15 Kubikmetern Wasser pro Sekunde den ursprünglich errichteten Stollen. Ein weiterer Stollen ermöglicht die Weiterleitung von Triebwasser zum Ruetzkraftwerk.